# 大洪水时代
大洪水時代是波兰立陶宛联邦17世纪中期的一个历史时代，其中包括一系列战役。广义上讲这个时代以1648年的赫梅利尼茨基起义为始，以1667年的安德鲁索沃休战为终，这样俄波战争与第二次北方战争中的波兰阶段便也处在这一时期。狭义上讲，大洪水时代指的是瑞典帝国对联邦的入侵与占领时的这一阶段，这样便只包括第二次北方战争中的联邦阶段（1655年-1660年），这也被称为“瑞典大洪水时代”。
波兰立陶宛联邦在战争中丧失了其大约三分之一的人口与大国地位。

## 经过
1648年，鲁塞尼亚血统封建领主博格丹·赫梅利尼茨基领导了一起人民起义，这次起义由第聂伯河哥萨克与不满波兰权贵统治的乌克兰农民参与。
虽然起义在遭到大力镇压后结束于别列斯特赫科战役（1651年），俄罗斯以此为借口在1654年入侵波兰立陶宛联邦东半部，发动俄波战争。而在波罗的海地区，与波兰在王室关系上存在长期不和与其他方面冲突的瑞典帝国也在1655年投机性地入侵并占领了联邦的剩余部分。
两个波兰立陶宛联邦的贵族亲王亚努什·拉齐维乌和博古斯瓦夫·拉齐维乌随后将波兰内部的不满与不和带到冲突中去，并开始与瑞典国王卡尔十世·古斯塔夫协商，以让联邦与波兰立陶宛联合分裂。他们签署了肯代尼艾条约，设想让立陶宛大公国分裂为两个公国，与瑞典形成仆从关系，分别由亚努什与博古斯瓦夫统治（肯代尼艾联合）。
波兰立陶宛联邦国王约翰二世·卡齐米日因支持专制的奥地利，蔑视贵族的「萨尔马提亚主义」文化，而在贵族中得不到支持。早在1643年，约翰·卡齐米日便成为耶稣会的成员，当上了红衣主教。尽管如此，约翰·卡齐米日在1646年12月回到波兰，并在1647年10月辞去红衣主教的职务，以参选波兰国王。在1648年登基。但是部分贵族认为卡尔·古斯塔夫（瑞典国王约翰·卡齐米日的堂亲）是王位的合法继承人。很多波兰贵族都认为约翰二世·卡齐米日是位软弱的国王（或“耶稣会国王”），这类人包括王室副总理大臣ㄧ谢洛尼姆·拉杰约夫斯基与王室大财务总管ㄧ博古斯瓦夫·莱什琴斯基；因为上述或其他原因，他们支持卡尔·古斯塔夫登上波兰王位。
在瑞军第一次入侵波兰时，波兹南省长克雷什托夫·欧帕灵斯基放弃大波兰，将其让给卡尔·古斯塔夫。而其他地区也接连投降。随着瑞军在1655年8月进入华沙且无人抵抗，约翰·卡齐米日逃往西里西亚，整个国家几乎都被拱手让给了瑞典。但是几个地方依然在反抗，其中最著名（且最具象征性的）便是光明山修道院的反抗。在大修道院院长奥古斯丁·科尔德茨基的指挥下，波兰这座修道院要塞的卫兵在光明山包圍戰（1655年11月-1656年1月）中击退了敌军。光明山修道院的这场战役也鼓舞了反抗瑞典的波兰抵抗运动的士气。1655年12月，支持流亡的约翰·卡齐米日的蒂绍夫采联盟成立。
自发的起义运动在整个国家兴起，向散布各地的敌军发起进攻——轮到瑞典遭报应了。这些起义运动随后在波兰军队领导人斯特凡·恰尔涅茨基与立陶宛大指挥官扬·帕维乌·萨佩哈的领导下联合起来，上述二人开始组织清除忠于卡尔·古斯塔夫的人的反攻。最后，1656年，约翰二世·卡齐米日的支持者在利沃夫主教座堂为约翰二世·卡齐米日加冕（利沃夫宣誓）。联邦军队最终在1657年将瑞军赶回去了。

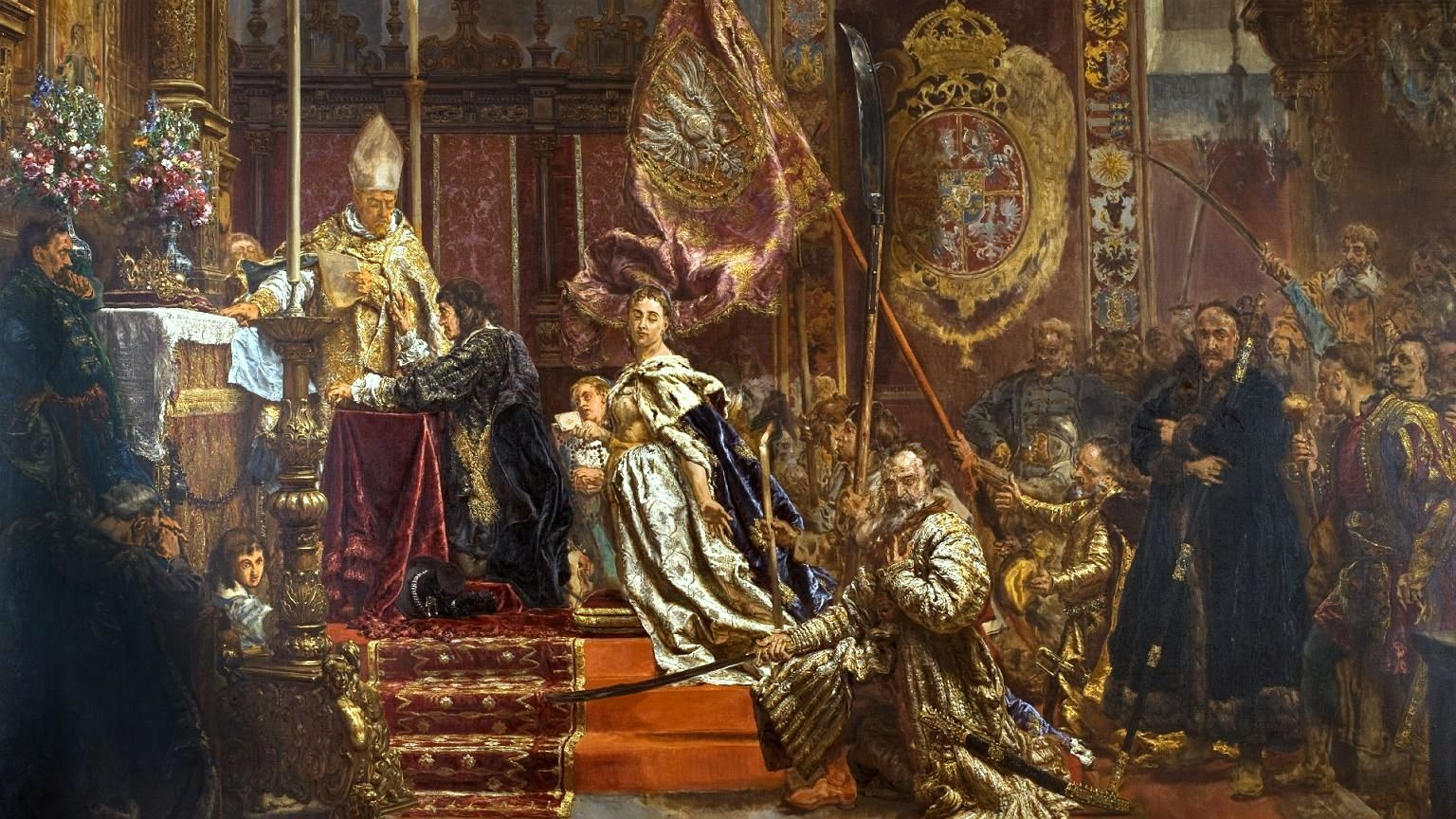
国王约翰二世·卡齐米日宣誓，画的是1656年大洪水时代的情况

联邦也击退了特兰西瓦尼亚与勃兰登堡-普鲁士的军队，但普鲁士公国正式得到联邦对其脱离与波兰的藩属关系独立的承认（1657年韦劳条约）。
随着哈迪亚赫条约在1658年9月16日得到签署，波兰王室正式将哥萨克与鲁塞尼亚人在波兰立陶宛联合中，升格到与波兰和立陶宛同等的地位之上，并事实上将波兰立陶宛联邦变为波兰立陶宛鲁塞尼亚联邦（三国联邦）。这个条约获得了哥萨克酋长伊凡·维赫夫斯基与“长老”的支持，其目的是为了改变东欧的面貌。但是，这个条约未能完全施行：俄罗斯拒绝承认哈迪亚赫条约，并继续宣称拥有对乌克兰的主权。
俄罗斯与联邦在1667年1月13日签署安德鲁索沃条约，这也象征着双方争夺乌克兰的战争的结束。波兰立陶宛联邦从土耳其人在俄土战争（1676年-1681年）中的参与得到点好处，因为奥斯曼与克里米亚有关系。和约让莫斯科完全占领左岸乌克兰（第聂伯河左岸地区），而联邦保持了对右岸乌克兰（第聂伯河右岸地区）的统治。最开始，和约规定俄罗斯要在20年内将第聂伯河左岸地区归还联邦，但是因为1686年永久和约，这条分界线变成了俄罗斯与波兰的永久国界。

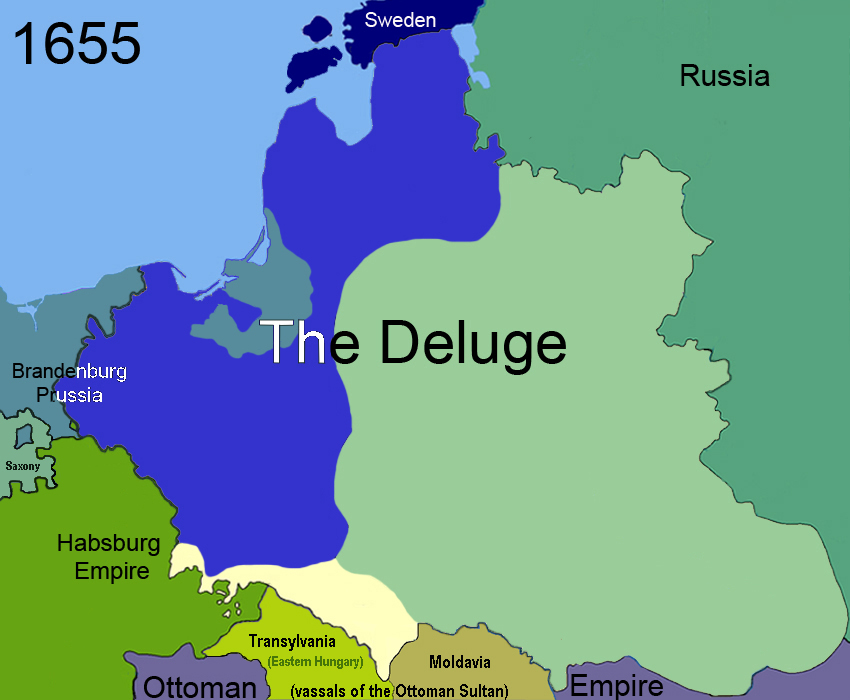
大洪水时代的波兰

大洪水时代结束了波兰的宗教宽容时代，因为入侵者大多数为非天主教徒，而波兰人大多数是天主教徒。1658年对新教的波兰兄弟会的驱逐便是波兰减少宗教宽容的例证。大洪水时代中，成千上万波兰犹太人被哥萨克叛军杀害。

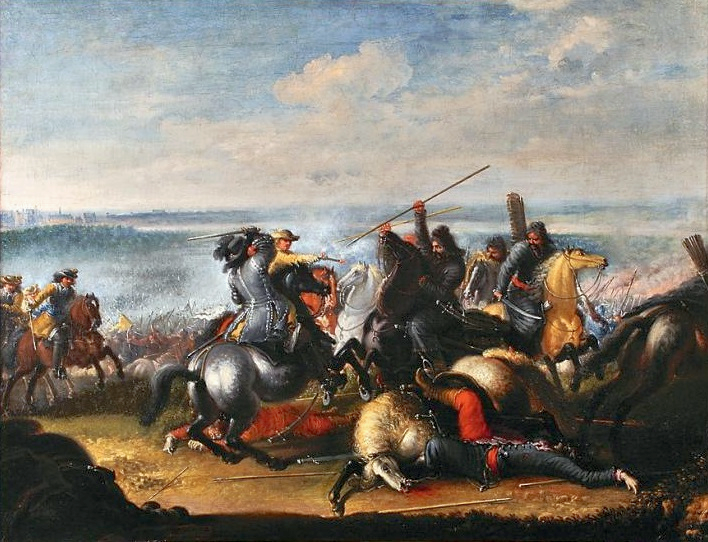
瑞典国王卡尔十世·古斯塔夫在华沙战役 (1656年)

## 於藝術作品中
- 显克微支在他的小说《洪流》（Potop）中写出了大洪水时代的情况。
- 詹姆斯·米切纳在他的小说《波兰》中写出了大洪水时代的情况。
- 耶日·霍夫曼出任1974年古装剧《洪流》（Potop）的导演，这部电影源于显克微支的同名小说。丹尼尔·奥尔布雷赫斯基扮演主角安德热·克米齐克，这个英勇地与瑞典入侵者作战的爱国者。该部影片获得了奥斯卡最佳外语片奖的提名，但输给了意大利电影《阿玛柯德》（Amarcord）。
- 2011年发行的电脑游戏《骑马与砍杀：火与剑》，即是以小说《洪流》为背景，反映此时期波兰-立陶宛、俄罗斯、瑞典、哥萨克及克里米亚汗国五大势力相互争斗的历史。